# Afrocyclops
Afrocyclops – rodzaj widłonogów z rodziny Cyclopidae. Nazwa naukowa tego rodzaju skorupiaków została po raz pierwszy opublikowana w 1927 roku przez norweskiego hydrobiologa G.O. Sarsa.

## Podział systematyczny
Do rodzaju należą następujące gatunki:
- Afrocyclops alter Kiefer, 1935
- Afrocyclops curticornis (Kiefer, 1932)
- Afrocyclops doryphorus Kiefer, 1935
- Afrocyclops gibsoni (Brady, 1904)
- Afrocyclops henrii Alekseev & Sanoamuang, 2006
- Afrocyclops ikennus Onabamiro, 1957
- Afrocyclops lanceolatus Kiefer, 1935
- Afrocyclops nubicus (Chappuis, 1922)
- Afrocyclops pauliani Lindberg, 1951
- Afrocyclops propinquus (Kiefer, 1932)
- Afrocyclops sparsa Dussart, 1974